# Dejan Savićević
Dejan Savićević (en serbe cyrillique : Дејан Савићевић) est un footballeur monténégrin, international yougoslave, né le 15 septembre 1966 à Titograd (auj. Podgorica) (Yougoslavie auj. au Monténégro). Il est actuellement président de la Fédération du Monténégro de football.

## Biographie
Fils de Vladimir Savićević et Vojislava Djurović, le jeune Dejan a immédiatement des affinités avec le football.
Révélé lors de la victoire de l'Étoile rouge de Belgrade en Coupe d'Europe des champions en 1991, il est acheté l'année suivante par le grand AC Milan. Ailier gauche « à l'ancienne » c'est-à-dire fin dribbleur et centreur mais qui peut se muer en buteur lors des moments importants. 
Il est avec Paolo Maldini, Zvonimir Boban, Franco Baresi et Alessandro Costacurta l'un des symboles de l'ère Capello et de la domination du Milan au milieu des années 1990. Son sens du dribble avec notamment un pied gauche magique en ont fait l'un des grands artistes du grand Milan AC des années 1990.
Il est le vice-président de la Fédération de Serbie-et-Monténégro de football jusqu'en 2006. Il est ensuite le premier président de la Fédération du Monténégro de football.

## Carrière

### Carrière en club
- 1982-1988 :  Budućnost Titograd
- 1988-1992 :  Étoile rouge de Belgrade
- 1992-1998 :  AC Milan
- 1999 :  Étoile rouge de Belgrade
- 1999-2001 :  Rapid Vienne[1]

### Carrière internationale
- 56 sélections pour la Yougoslavie puis la RF Yougoslavie, 19 buts entre 1986 et 1999

## Palmarès

### En club
- Vainqueur de la Coupe Intercontinentale en 1991 avec l'Étoile rouge de Belgrade
- Vainqueur de la Supercoupe d'Europe en 1994 avec le  Milan AC
- Vainqueur de la Coupe d'Europe des Clubs Champions en 1991 avec l'Étoile rouge de Belgrade
- Vainqueur de la Ligue des Champions en 1994 avec le Milan AC
- Champion de Yougoslavie en 1990, en 1991 et en 1992 avec l'Étoile rouge de Belgrade
- Champion d'Italie en 1993, en 1994 et en 1996 avec le Milan AC
- Vainqueur de la Coupe de Yougoslavie en 1990 avec l'Étoile rouge de Belgrade
- Vainqueur de la Supercoupe d'Italie en 1993 et en 1994 avec le Milan AC
- Finaliste de la Supercoupe d'Europe en 1993 avec le  Milan AC
- Finaliste de la Coupe Intercontinentale en 1994 avec le  Milan AC

### En sélection
- Vice-champion d'Europe espoirs en 1990 avec l'équipe de Yougoslavie espoirs

### Distinctions individuelles
- Élu 2e du Ballon d'Or France Football en 1991
- Élu meilleur sportif yougoslave en 1991 par DSL Sport
- Élu meilleur footballeur yougoslave de l'année en 1995
- Élu meilleur joueur de l'Étoile rouge de Belgrade de l'année en 1991
- Meilleur passeur de la Ligue des Champions en 1994
- Membre de l'équipe-type des World Soccer Awars en 1991
- Membre du Hall of Fame du Milan AC